# Psilocybe fimetaria
Lysohlávka mrvní (Psilocybe fimetaria) je druh lysohlávky rostoucí na trusu. Podle některých prací obsahuje tento psychedelické alkaloidy psilocybin a psilocin, jiné studie však tuto informaci nepotvrdily.

## Popis
- Kloubouk 1,5–3,5 cm v průměru, polokulovitý, často s hrbolkem, hladký, za vlhka lepkavý, někdy se zbytky vela na okraji. Bledě červeno hnědý až okrový, hygrofánní, při schnutí se barva mění na žluto olivovou až okrově žlutohnědou. Na řezu zevnitř bíle až medově zbarvený.
- Lupeny polovolné až volné, nejdříve bíle-cihlově zbarvené, později tmavo červeno-hnědé s olivovým nádechem.
- Třeň 2–9 cm dlouhý a 2–4 mm silný. Válcovitý, někdy naspod mírně zduřelý. Zpočátku bílý, brzy se barví do žluta až žlutohněda a časem až do červeno-hnědých nebo medově hnědých odstínů.

## Výskyt
Roste na vlhkých loukách a pastvinách na trusu skotu a koňů, od září do listopadu, často na podobných místech jako běžnější lysohlávka kopinatá. Je rozšířena ve většině zemí Evropy, ale jedná se spíše o vzácnější druh. V České republice je zařazena do červeného seznamu.